# Vampyren
Pour plus de détails, voir Fiche technique et Distribution.
Vampyren (littéralement « le vampire ») est un film muet suédois réalisé en 1913 par Mauritz Stiller.

## Synopsis
Le lieutenant Roberts tombe amoureux de la sœur de son ordonnance, Theresa, femme sans scrupule qui le trompe pour de l'argent et le force à contracter une lettre de change. La mère du lieutenant lui propose de vendre des bijoux pour l'aider à rembourser, mais ce n'est pas suffisant. Il tue son créancier et est obligé de fuir en Amérique. Quelques années plus tard, il obtient là-bas un emploi de décorateur de théâtre et rencontre dans le théâtre où il travaille à nouveau Theresa par hasard, car elle est la vedette du prochain spectacle ; il tombe encore amoureux d'elle, mais celle-ci ne veut rien savoir de lui. Il tente alors de la tuer aussi ; elle a peur, mais revient et le soigne même après qu'il a fait une chute en peignant un décor. Le couple devient inséparable.

## Fiche technique
- Titre : Vampyren
- Genre : drame
- Réalisation : Mauritz Stiller
- Scénario : Mauritz Stiller
- Production : AB Svenska Biografteatern
- Photographie : Julius Jaenzon
- Durée : 43 minutes
- Pays : Suède
- Date de sortie : 14 février 1913 (Norvège), 17 février 1913 (Suède)

## Distribution
- Victor Sjöström : le lieutenant Roberts
- Anna Norrie : la mère du lieutenant
- Lili Bech : Theresa
- Nils Elffors : l'ordonnance du lieutenant, frère de Theresa
- Agda Helin : la femme de chambre de Theresa

## À propos du film
Ce film a été tourné dans la seconde quinzaine du mois de mai 1912. Il s'agit du premier film dans lequel joue Victor Sjöström ; celui-ci immédiatement après réalise Le Jardinier dans lequel il joue aussi. Vampyren est le premier véritable rôle de Lili Bech au cinéma. Les pellicules du film Vampyren ont disparu, à l'exception d'une courte scène de baiser entre Lili Bech et Victor Sjöström, premier gros plan du cinéma suédois. À l'époque, les deux acteurs étaient mari et femme dans la vie. Des photographies du tournage ont été sauvegardées.